# Fireflight
Fireflight — американський християнський рок-гурт із Флориди, який складається із вокалістки Дон Мішель, бас-гітаристки Венді Дреннен та гітариста Гленна Дренненна. Гурт сформувався у 1999 році у флоридському містечку Евстіс. У 2002 випустили свій перший студійний альбом «Glam-rök». Станом на 2015 рік випустили 6 студійних альбомів, включаючи останню платівку «Innova» (2015). У 2010 році гурт був вперше номінований на нагороду Греммі.

## Склад
Поточні учасники
- Дон Мішель — вокал (1999–дотепер)
- Венді Дреннен — бас-гітара, задній вокал (1999–дотепер)
- Глен Дреннен — гітара (1999–дотепер)

Колишні учасники
- Фі Шорб — барабани (1999—2011)
- Джастін Кокс — електрогітара, задній вокал, клавіші (1999—2013)
- Адам МакМілліон — барабани (2011—2015)

## Дискографія
- Glam-rök (2002)
- On the Subject of Moving Forward (2004) (міні-альбом)
- The Healing of Harms (2006)
- Unbreakable (2008)
- For Those Who Wait (2010)
- Now (2012)
- Innova (2015)

## Музичні відео
| Рік  | Пісня                | Альбом               |
| ---- | -------------------- | -------------------- |
| 2006 | «You Decide»         | The Healing of Harms |
| 2008 | «Unbreakable»        | Unbreakable          |
| 2010 | «Desperate»          | For Those Who Wait   |
| 2010 | «For Those Who Wait» | For Those Who Wait   |
| 2012 | «Stay Close»         | Now                  |
| 2015 | «We Are Alive»       | Innova               |

## Нагороди

### GMA Dove Awards
| Рік  | Нагорода                                                              | Результат |
| ---- | --------------------------------------------------------------------- | --------- |
| 2009 | Artist of the Year                                                    | Номінація |
| 2009 | Rock Recorded Song of the Year («The Hunger»)                         | Номінація |
| 2009 | Rock/Contemporary Recorded Song of the Year («Unbreakable»)           | Номінація |
| 2009 | Rock/Contemporary Album of the Year (Unbreakable)                     | Номінація |
| 2010 | Rock/Contemporary Recorded Song of the Year («You Gave Me a Promise») | Номінація |
| 2011 | Short Form Music Video of the Year («For Those Who Wait»)             | Номінація |
| 2013 | Rock Album of the Year («Now»)                                        | Номінація |
| 2015 | Rock Song of the Year («Safety»)                                      | Номінація |

### Grammy Awards
| Рік  | Нагорода                                             | Результат |
| ---- | ---------------------------------------------------- | --------- |
| 2011 | Best Rock or Rap Gospel Album («For Those Who Wait») | Номінація |